# 上瓦濟斯卡
上瓦濟斯卡（波蘭語：Łaziska Górne），是波蘭南部西利西亞地區的一座城市，距離省府所在地卡托維治甚近。上瓦濟斯卡位於總人口達200萬的上西利西亞都會區邊緣，在地理上屬於西利西亞高地的一部分。
上瓦濟斯卡原本屬於西利西亞自治省，1945年改屬卡托維茲省，1999年被併入西利西亞省。2008年，上瓦濟斯卡人口為21,942人。
50°09′N 18°51′E / 50.150°N 18.850°E